# Amútat Hapóél Beér-Seva
A Hapóél Beér-Seva Football Club (héber betűkkel מועדון הכדורגל הפועל באר שבע Moadon HaKaduregel Hapoel Be'er Sheva) egy izraeli labdarúgócsapat, amely jelenleg az első osztályban szerepel. A klub székhelye Beér-Seva-ban található.

## Eredmények

### Nemzeti
- Izraeli labdarúgó-bajnokság (Ligat háAl)

- - Bajnok (5 alkalommal): 1974-75, 1975-76, 2015-16, 2016-17, 2017-18
  - Ezüstérmes (1 alkalommal): 2013-14
  - Bronzérmes (6 alkalommal): 1982-83, 1987-88, 1993-94, 1994-95, 1996-97, 2014-15

- Izraeli kupa (Gvíá Hamedíná – Állami kupa)
  - Győztes (1 alkalommal): 1996-97
  - Ezüstérmes (3 alkalommal): 1983-84, 2002-03, 2014-15

- Izraeli szuperkupa (Aluf HaAlufym)
  - Győztes (2 alkalommal): 1975, 2016
  - Ezüstérmes (1 alkalommal): 1976

- Toto-kupa (Gvíá Hatótó)
  - Győztes (3 alkalommal): 1988-89, 1995-96, 2016-17
  - Ezüstérmes (2 alkalommal): 1985-86, 2012-13

## Fordítás
- Ez a szócikk részben vagy egészben  a   Hapoel Be'er Sheva F.C. című angol Wikipédia-szócikk fordításán alapul.  Az eredeti cikk szerkesztőit annak laptörténete sorolja fel. Ez a jelzés csupán a megfogalmazás eredetét és a szerzői jogokat jelzi, nem szolgál a cikkben szereplő információk forrásmegjelöléseként.